# Louis-Auguste Boisrond-Canal
Pour les articles homonymes, voir Boisrond et Canal.
Louis-Auguste Boisrond-Canal, surnommé Boisrond-Canal jeune (1847-1940), est un homme politique et militaire haïtien qui fut, après la chute du roi Henri III, président de la République par intérim. Il est aussi le frère cadet de Pierre Théoma Boisrond-Canal, lui-même président de la République à trois reprises entre 1876 et 1902.  

## Biographie
Louis-Auguste Boisrond-Canal est né le 1er mars 1847 dans la ville des Cayes. Il est surnommé "le jeune", car il est le frère cadet de Pierre Théoma Boisrond-Canal, qui fut à plusieurs reprises président de la République d'Haïti.
Pierre Nord Alexis s'étant déclaré roi sous le nom de Henri III, ce dernier est chassé par le général François Antoine Simon en décembre 1908. 
Louis-Auguste Boisrond-Canal est désigné à la tête du Comité d'Ordre public pour diriger le pays et devient président par intérim le 2 décembre avant de laisser le pouvoir au général François Antoine Simon. 